# ATP World Tour Finals 2016
Les ATP World Tour Finals 2016, également appelés Masters 2016 dans le langage courant, sont la 47e édition du Masters de tennis masculin, qui réunit les huit meilleurs joueurs disponibles de la saison 2016 ATP en simple. Les huit meilleures équipes de double sont également réunies pour la 42e fois.
La compétition se déroule à l'O2 Arena de Londres.

## Primes et points
| Tour                             | Prime       | Points |
| -------------------------------- | ----------- | ------ |
| Cumul pour le vainqueur invaincu | 2 391 000 $ | 1 500  |
| Pour la victoire en finale       | 1 130 000 $ | + 500  |
| Pour la victoire en demi-finale  | 545 000 $   | + 400  |
| Pour chaque match de poule gagné | 179 000 $   | + 200  |
| Pour chaque participant          | 179 000 $   | –      |
| Pour chaque remplaçant           | 100 000 $   | –      |

| Tour                             | Prime     | Points |
| -------------------------------- | --------- | ------ |
| Cumul pour l'équipe invaincue    | 455 000 $ | 1 500  |
| Pour la victoire en finale       | 176 000 $ | + 500  |
| Pour la victoire en demi-finale  | 89 000 $  | + 400  |
| Pour chaque match de poule gagné | 34 000 $  | + 200  |
| Pour chaque participant          | 88 000 $  | –      |
| Pour chaque remplaçant           | 34 000 $  | –      |

## Faits marquants

### Avant le tournoi
- Le Suisse Roger Federer, blessé au genou, et l'Espagnol Rafael Nadal, handicapé au poignet depuis Roland-Garros, ont tous les deux mis un terme à leur saison, le premier avant les Jeux olympiques, le second un mois avant le début du Masters de fin d'année. Rafael Nadal était qualifié avec la 8e place s'il n'était pas forfait.
- Ivan Dodig et Marcelo Melo, vainqueurs de Roland-Garros en 2015, ont annoncé qu'ils mettraient un terme à leur collaboration à la suite de ce Masters[réf. souhaitée].
- Deux novices cette année : Gaël Monfils est le 9e joueur français de l'ère Open à se qualifier pour l'ATP World Tour Finals et Dominic Thiem le deuxième Autrichien après Thomas Muster.
- Après sa victoire au Masters 1000 de Paris-Bercy, Andy Murray devient le 26e numéro 1 mondial de l'ère Open. Il détrône ainsi Novak Djokovic qui a dominé le classement pendant 122 semaines consécutives, depuis le 7 juillet 2014 (223 semaines passées à la tête du classement au total).
- C'est le deuxième Masters après 1974 où tous les joueurs (même les remplaçants) ont une nationalité différente.
- Du côté des remplaçants, Tomáš Berdych est forfait sur blessure, Jo-Wilfried Tsonga décline l'offre tandis que Nick Kyrgios est suspendu. C'est donc Roberto Bautista-Agut qui est le deuxième remplaçant au côté de David Goffin.
- Quintuple tenant du titre et déjà vainqueur une première fois en 2008, Novak Djokovic peut égaler le record de six victoires de Roger Federer. Il possède déjà le record de victoires consécutives depuis l'année précédente et peut donc améliorer également ce record-là.
- Les 10 joueurs (dont les 2 remplaçants) appelés sont de nationalités différentes : 8 sont européens, 1 américain (Canada) et 1 asiatique (Japon). 3 joueurs sont francophones (Belgique, France et Suisse), 2 joueurs anglophones (Grande-Bretagne, Canada) et 3 joueurs sont nés en Yougoslavie (Serbie, Croatie et Monténégro pour le Canadien Milos Raonic).

### Pendant le tournoi

#### En simple
- Toujours handicapé par une douleur intercostale, Gaël Monfils déclare forfait après la perte de ses deux premiers matchs et son élimination au stade des poules. Il est remplacé par David Goffin pour son dernier match face à Novak Djokovic, le Serbe étant déjà qualifié pour les demi-finales alors que le Belge n'a plus la possibilité de passer au tour suivant.
- En demi-finale, le no 1 mondial Andy Murray bat Milos Raonic en 3 sets au bout de 3 h 38 de jeu. C'est le match le plus long disputé au Masters au meilleur des 3 sets. L’Écossais avait d'ailleurs déjà battu ce record trois jours plus tôt lors de sa victoire contre Kei Nishikori en phase de poule (3h20).
- Andy Murray remporte pour la première fois de sa carrière le Masters de Londres en battant en finale Novak Djokovic (6-3, 6-4). Il s'agit de son 44e titre dans la discipline, le 5e consécutif en cinq semaines. Le Britannique conserve ainsi sa première place au classement.
- David Goffin est le premier Belge à participer au Masters en simple.

#### En double
- Les leaders de la discipline, Pierre-Hugues Herbert et Nicolas Mahut, vainqueurs de Wimbledon, essuient un échec cinglant, en perdant leurs trois matchs de poule et finissant ainsi derniers de leur groupe.
- Le Finlandais Henri Kontinen et l'Australien John Peers remportent pour la première de leur carrière le "tournoi des Maîtres" en s'imposant en finale face à Raven Klaasen et Rajeev Ram (2-6, 6-1, [10-8]). Il s'agit de leur 13e et 11e titre respectif dans la discipline.

## Résultats en simple

### Participants
| Ordre de qualification | Classement ATP Race | Date de qualification | Meilleure performance | Joueur             | Résultat    |
| ---------------------- | ------------------- | --------------------- | --------------------- | ------------------ | ----------- |
| 2                      | 1                   | 8 juillet 2016        | DF (3)                | Andy Murray        | V (5V, 0D)  |
| 1                      | 2                   | 2 juin 2016           | V (5)                 | Novak Djokovic     | F (4V, 1D)  |
| 3                      | 3                   | 12 septembre 2016     | DF (3)                | Stanislas Wawrinka | RR (1V, 2D) |
| 4                      | 4                   | 9 octobre 2016        | RR (1)                | Milos Raonic       | DF (2V, 2D) |
| 5                      | 5                   | 12 octobre 2016       | DF (1)                | Kei Nishikori      | DF (1V, 3D) |
| 6                      | 6                   | 27 octobre 2016       | -                     | Gaël Monfils       | RR (0V, 2D) |
| 7                      | 7                   | 3 novembre 2016       | RR (1)                | Marin Čilić        | RR (1V, 2D) |
| 8                      | 9                   | 4 novembre 2016       | -                     | Dominic Thiem      | RR (1V, 2D) |

### Remplaçants
| Classement ATP Race | Joueur                | Résultat    |
| ------------------- | --------------------- | ----------- |
| 11                  | David Goffin          | RR (0V, 1D) |
| 14                  | Roberto Bautista-Agut | -           |

### Confrontations avant le Masters
| Joueur             | ND    | AM    | SW   | MR  | KN   | GM   | MC   | DT  | Total V/D | % victoires |
| ------------------ | ----- | ----- | ---- | --- | ---- | ---- | ---- | --- | --------- | ----------- |
| Novak Djokovic     |       | 24-10 | 19-5 | 7-0 | 10-2 | 13-0 | 14-1 | 3-0 | 90/18     | 83,33 %     |
| Andy Murray        | 10-24 |       | 9-6  | 8-3 | 7-2  | 4-2  | 11-3 | 2-0 | 51/40     | 56,04 %     |
| Stanislas Wawrinka | 5-19  | 6-9   |      | 4-1 | 4-2  | 2-2  | 10-2 | 2-1 | 33/36     | 47,83 %     |
| Milos Raonic       | 0-7   | 3-8   | 1-4  |     | 2-5  | 2-3  | 1-1  | 1-0 | 10/28     | 26,32 %     |
| Kei Nishikori      | 2-10  | 2-7   | 2-4  | 5-2 |      | 3-0  | 7-5  | 2-0 | 23/28     | 45,09 %     |
| Gaël Monfils       | 0-13  | 2-4   | 2-2  | 3-2 | 0-3  |      | 2-0  | 0-1 | 9/25      | 26,47 %     |
| Marin Čilić        | 1-14  | 3-11  | 2-10 | 1-1 | 5-7  | 0-2  |      | 0-1 | 12/46     | 20,69 %     |
| Dominic Thiem      | 0-3   | 0-2   | 1-2  | 0-1 | 0-2  | 1-0  | 1-0  |     | 3/10      | 23,08 %     |

### Phase de poules

#### GroupeJohn McEnroe
- Andy Murray (no 1)
- Stanislas Wawrinka (no 3)
- Kei Nishikori (no 5)
- Marin Čilić (no 7)

##### Résultats
| Horaire           | Vainqueur          | Vaincu             | Score          | Durée      |
| ----------------- | ------------------ | ------------------ | -------------- | ---------- |
| lun. 14 nov. 15 h | Kei Nishikori      | Stanislas Wawrinka | 6-2, 6-3       | 1 h 7 min  |
| lun. 14 nov. 21 h | Andy Murray        | Marin Čilić        | 6-3, 6-2       | 1 h 30 min |
| mer. 16 nov. 15 h | Andy Murray        | Kei Nishikori      | 69-7, 6-4, 6-4 | 3 h 20 min |
| mer. 16 nov. 21 h | Stanislas Wawrinka | Marin Čilić        | 7-63, 7-63     | 1 h 58 min |
| ven. 18 nov. 15 h | Andy Murray        | Stanislas Wawrinka | 6-4, 6-2       | 1 h 26 min |
| ven. 18 nov. 21 h | Marin Čilić        | Kei Nishikori      | 3-6, 6-2, 6-3  | 1 h 53 min |

##### Classement
| Rang poule | Classement ATP Race | Joueur             | Match(s) G-P | Set(s) G-P | Jeux G-P |
| ---------- | ------------------- | ------------------ | ------------ | ---------- | -------- |
| 1          | 1                   | Andy Murray        | 3-0          | 6-1        | 42-26    |
| 2          | 5                   | Kei Nishikori      | 1-2          | 4-4        | 38-38    |
| 3          | 3                   | Stanislas Wawrinka | 1-2          | 2-4        | 25-36    |
| 4          | 7                   | Marin Čilić        | 1-2          | 2-5        | 32-37    |

#### GroupeIvan Lendl
- Novak Djokovic (no 2)
- Milos Raonic (no 4)
- Gaël Monfils (no 6)
- Dominic Thiem (no 8)

##### Résultats
| Horaire           | Vainqueur      | Vaincu                    | Score           | Durée      |
| ----------------- | -------------- | ------------------------- | --------------- | ---------- |
| dim. 13 nov. 15 h | Novak Djokovic | Dominic Thiem             | 610-7, 6-0, 6-2 | 2 h 2 min  |
| dim. 13 nov. 21 h | Milos Raonic   | Gaël Monfils              | 6-3, 6-4        | 1 h 25 min |
| mar. 15 nov. 15 h | Dominic Thiem  | Gaël Monfils              | 6-3, 1-6, 6-4   | 1 h 29 min |
| mar. 15 nov. 21 h | Novak Djokovic | Milos Raonic              | 7-66, 7-65      | 2 h 14 min |
| jeu. 17 nov. 15 h | Novak Djokovic | David Goffin (remplaçant) | 6-1, 6-2        | 1 h 9 min  |
| jeu. 17 nov. 21 h | Milos Raonic   | Dominic Thiem             | 7-65, 6-3       | 1 h 30 min |

##### Classement
| Rang poule | Classement ATP Race | Joueur         | Match(s) G-P | Set(s) G-P | Jeux G-P |
| ---------- | ------------------- | -------------- | ------------ | ---------- | -------- |
| 1          | 2                   | Novak Djokovic | 3-0          | 6-1        | 44-24    |
| 2          | 4                   | Milos Raonic   | 2-1          | 4-2        | 37-30    |
| 3          | 9                   | Dominic Thiem  | 1-2          | 3-5        | 31-44    |
| 4          | 6                   | Gaël Monfils   | 0-2          | 1-4        | 20-25    |
| 5          | 11                  | David Goffin   | 0-1          | 0-2        | 3-12     |

### Phase finale
|  |                  |                  |            |            |            |                  |                  |                |            |            |        |        |
|  | 1/2 finale       | 1/2 finale       | 1/2 finale | 1/2 finale | 1/2 finale |                  |                  | Finale         | Finale     | Finale     | Finale | Finale |
|  | 19 novembre 2016 | 19 novembre 2016 | 3 h 38 min | 3 h 38 min | 3 h 38 min |                  |                  |                |            |            |        |        |
|  | 19 novembre 2016 | 19 novembre 2016 | 3 h 38 min | 3 h 38 min | 3 h 38 min |                  |                  |                |            |            |        |        |
|  | Andy Murray      | (1)              | 5          | 7          | 7          |                  |                  |                |            |            |        |        |
|  | Andy Murray      | (1)              | 5          | 7          | 7          | 20 novembre 2016 | 20 novembre 2016 | 1 h 43 min     | 1 h 43 min | 1 h 43 min |        |        |
|  | Milos Raonic     | (4)              | 7          | 65         | 69         | 20 novembre 2016 | 20 novembre 2016 | 1 h 43 min     | 1 h 43 min | 1 h 43 min |        |        |
|  | Milos Raonic     | (4)              | 7          | 65         | 69         | Andy Murray      | (1)              | 6              | 6          |            |        |        |
|  | 19 novembre 2016 | 19 novembre 2016 | 1 h 6 min  | 1 h 6 min  | 1 h 6 min  | Andy Murray      | (1)              | 6              | 6          |            |        |        |
|  | 19 novembre 2016 | 19 novembre 2016 | 1 h 6 min  | 1 h 6 min  | 1 h 6 min  |                  |                  | Novak Djokovic | (2)        | 3          | 4      |        |
|  | Novak Djokovic   | (2)              | 6          | 6          |            |                  |                  | Novak Djokovic | (2)        | 3          | 4      |        |
|  | Novak Djokovic   | (2)              | 6          | 6          |            |                  |                  |                |            |            |        |        |
|  | Kei Nishikori    | (5)              | 1          | 1          |            |                  |                  |                |            |            |        |        |
|  | Kei Nishikori    | (5)              | 1          | 1          |            |                  |                  |                |            |            |        |        |

### Classement final
| Résultat        | Classement ATP Race | Joueur             | Match(s) G-P | Set(s) G-P | Jeux G-P | Points gagnés | Nouveau rang |
| --------------- | ------------------- | ------------------ | ------------ | ---------- | -------- | ------------- | ------------ |
| Vainqueur       | 1                   | Andy Murray        | 5-0          | 8-2        | 73-52    | 1500          | 1            |
| Finaliste       | 2                   | Novak Djokovic     | 4-1          | 8-3        | 63-38    | 1000          | 2            |
| Demi-finalistes | 4                   | Milos Raonic       | 2-2          | 5-4        | 56-49    | 400           | 3            |
| Demi-finalistes | 5                   | Kei Nishikori      | 1-3          | 4-6        | 40-50    | 400           | 5            |
| Poules          | 9                   | Dominic Thiem      | 1-2          | 3-5        | 31-44    | 200           | 8            |
| Poules          | 3                   | Stanislas Wawrinka | 1-2          | 2-4        | 25-36    | 200           | 4            |
| Poules          | 7                   | Marin Čilić        | 1-2          | 2-5        | 32-37    | 200           | 6            |
| Poules          | 6                   | Gaël Monfils       | 0-2          | 1-4        | 20-25    | 0             | 7            |
| Poules          | 11                  | David Goffin       | 0-1          | 0-2        | 3-12     | 0             | 11           |

## Résultats en double

### Participants
| Ordre de qualification | Classement ATP Race | Date de qualification | Meilleure performance | Équipe                              | Résultat    |
| ---------------------- | ------------------- | --------------------- | --------------------- | ----------------------------------- | ----------- |
| 1                      | 1                   | 16 juillet 2016       | RR (1) RR (1)         | Pierre-Hugues Herbert Nicolas Mahut | RR (0V, 3D) |
| 2                      | 3                   | 5 septembre 2016      | V (4)                 | Bob Bryan Mike Bryan                | DF (2V, 2D) |
| 3                      | 2                   | 6 septembre 2016      | RR (1) DF (1)         | Jamie Murray Bruno Soares           | DF (3V, 1D) |
| 4                      | 4                   | 12 septembre 2016     | - V (1)               | Feliciano López Marc López          | RR (1V, 2D) |
| 5                      | 6                   | 15 octobre 2016       | F (1) F (1)           | Ivan Dodig Marcelo Melo             | RR (1V, 2D) |
| 6                      | 7                   | 27 octobre 2016       | - -                   | Raven Klaasen Rajeev Ram            | F (3V, 2D)  |
| 7                      | 5                   | 31 octobre 2016       | - RR (1)              | Henri Kontinen John Peers           | V (5V, 0D)  |
| 8                      | 8                   | 3 novembre 2016       | - V (2)               | Treat Conrad Huey Max Mirnyi        | RR (0V, 3D) |

### Remplaçants
| Classement ATP Race | Équipe                            | Résultat |
| ------------------- | --------------------------------- | -------- |
| 10                  | Juan Sebastián Cabal Robert Farah | -        |

### Confrontations avant le Masters
| Équipe                              | PHH/NM | JM/BS | BB/MB | FL/ML | ID/MM | RK/RR | HK/JP | TCH/MM | Total V/D | % victoires |
| ----------------------------------- | ------ | ----- | ----- | ----- | ----- | ----- | ----- | ------ | --------- | ----------- |
| Pierre-Hugues Herbert Nicolas Mahut |        | 1-1   | 2-0   | 1-1   | 1-1   | 1-0   | 1-1   | 1-0    | 9/4       | 69 %        |
| Jamie Murray Bruno Soares           | 1-1    |       | 0-1   | 0-3   | 1-1   | 2-1   | 1-2   | 0-0    | 5-9       | 36 %        |
| Bob Bryan Mike Bryan                | 0-2    | 1-0   |       | 0-2   | 6-3   | 0-3   | 0-1   | 2-0    | 9/9       | 50 %        |
| Feliciano López Marc López          | 1-1    | 3-0   | 2-0   |       | 1-0   | 0-1   | 0-0   | 0-0    | 7/2       | 78 %        |
| Ivan Dodig Marcelo Melo             | 1-1    | 1-1   | 3-6   | 0-1   |       | 3-1   | 1-1   | 1-1    | 10/12     | 45 %        |
| Raven Klaasen Rajeev Ram            | 0-1    | 1-2   | 3-0   | 1-0   | 1-3   |       | 0-2   | 2-0    | 8/8       | 50 %        |
| Henri Kontinen John Peers           | 1-1    | 2-1   | 1-0   | 0-0   | 1-1   | 2-0   |       | 2-0    | 9/3       | 75 %        |
| Treat Conrad Huey Max Mirnyi        | 0-1    | 0-0   | 0-2   | 0-0   | 1-1   | 0-2   | 0-2   |        | 1/8       | 12,5 %      |

### Phase de poules

#### GroupeFleming/McEnroe
- Pierre-Hugues Herbert
 Nicolas Mahut (no 1)
- Feliciano López
 Marc López (no 4)
- Henri Kontinen
 John Peers (no 5)
- Raven Klaasen
 Rajeev Ram (no 7)

##### Résultats
| Horaire           | Vainqueurs                 | Vaincus                             | Score             | Durée      |
| ----------------- | -------------------------- | ----------------------------------- | ----------------- | ---------- |
| lun. 14 nov. 13 h | Raven Klaasen Rajeev Ram   | Pierre-Hugues Herbert Nicolas Mahut | 7-5, 6-4          | 1 h 22 min |
| lun. 14 nov. 19 h | Henri Kontinen John Peers  | Feliciano López Marc López          | 6-3, 7-67         | 1 h 18 min |
| mer. 16 nov. 13 h | Henri Kontinen John Peers  | Raven Klaasen Rajeev Ram            | 6-3, 6-4          | 1 h 4 min  |
| mer. 16 nov. 19 h | Feliciano López Marc López | Pierre-Hugues Herbert Nicolas Mahut | 7-5, 5-7, [10-8]  | 1 h 38 min |
| ven. 18 nov. 13 h | Henri Kontinen John Peers  | Pierre-Hugues Herbert Nicolas Mahut | 65-7, 6-4, [10-4] | 1 h 30 min |
| ven. 18 nov. 19 h | Raven Klaasen Rajeev Ram   | Feliciano López Marc López          | 6-3, 7-68         | 1 h 24 min |

##### Classement
| Rang poule | Classement ATP Race | Équipe                              | Match(s) G-P | Set(s) G-P | Jeux G-P |
| ---------- | ------------------- | ----------------------------------- | ------------ | ---------- | -------- |
| 1          | 5                   | Henri Kontinen John Peers           | 3-0          | 6-1        | 38-27    |
| 2          | 7                   | Raven Klaasen Rajeev Ram            | 2-1          | 4-2        | 33-30    |
| 3          | 4                   | Feliciano López Marc López          | 1-2          | 2-5        | 31-38    |
| 4          | 1                   | Pierre-Hugues Herbert Nicolas Mahut | 0-3          | 2-6        | 32-39    |

#### GroupeEdberg/Järryd
- Jamie Murray
 Bruno Soares (no 2)
- Bob Bryan
  Mike Bryan (no 3)
- Ivan Dodig
 Marcelo Melo (no 6)
- Treat Conrad Huey
 Max Mirnyi (no 8)

##### Résultats
| Horaire           | Vainqueurs                | Vaincus                      | Score            | Durée      |
| ----------------- | ------------------------- | ---------------------------- | ---------------- | ---------- |
| dim. 13 nov. 13 h | Bob Bryan Mike Bryan      | Ivan Dodig Marcelo Melo      | 7-63, 6-0        | 1 h 6 min  |
| dim. 13 nov. 19 h | Jamie Murray Bruno Soares | Treat Conrad Huey Max Mirnyi | 6-4, 7-5         | 1 h 20 min |
| mar. 15 nov. 13 h | Jamie Murray Bruno Soares | Bob Bryan Mike Bryan         | 6-3, 6-4         | 1 h 1 min  |
| mar. 15 nov. 19 h | Ivan Dodig Marcelo Melo   | Treat Conrad Huey Max Mirnyi | 7-5, 6-4         | 1 h 18 min |
| jeu. 17 nov. 13 h | Bob Bryan Mike Bryan      | Treat Conrad Huey Max Mirnyi | 6-4, 6-4         | 59 min     |
| jeu. 17 nov. 19 h | Jamie Murray Bruno Soares | Ivan Dodig Marcelo Melo      | 6-3, 3-6, [10-6] | 1 h 10 min |

##### Classement
| Rang poule | Classement ATP Race | Équipe                       | Match(s) G-P | Set(s) G-P | Jeux G-P |
| ---------- | ------------------- | ---------------------------- | ------------ | ---------- | -------- |
| 1          | 2                   | Jamie Murray Bruno Soares    | 3-0          | 6-1        | 35-25    |
| 2          | 3                   | Bob Bryan Mike Bryan         | 2-1          | 4-2        | 32-26    |
| 3          | 6                   | Ivan Dodig Marcelo Melo      | 1-2          | 3-4        | 28-32    |
| 4          | 8                   | Treat Conrad Huey Max Mirnyi | 0-3          | 0-6        | 26-38    |

### Phase finale
|  |                           |                  |            |            |                           |                  |            |                          |            |        |        |        |
|  | 1/2 finale                | 1/2 finale       | 1/2 finale | 1/2 finale | 1/2 finale                |                  |            | Finale                   | Finale     | Finale | Finale | Finale |
|  | 19 novembre 2016          | 19 novembre 2016 | 1 h 14 min | 1 h 14 min | 1 h 14 min                |                  |            |                          |            |        |        |        |
|  | 19 novembre 2016          | 19 novembre 2016 | 1 h 14 min | 1 h 14 min | 1 h 14 min                |                  |            |                          |            |        |        |        |
|  | Henri Kontinen John Peers | (5)              | 7          | 6          |                           |                  |            |                          |            |        |        |        |
|  | Henri Kontinen John Peers | (5)              | 7          | 6          | 20 novembre 2016          | 20 novembre 2016 | 1 h 10 min | 1 h 10 min               | 1 h 10 min |        |        |        |
|  | Bob Bryan Mike Bryan      | (3)              | 62         | 4          | 20 novembre 2016          | 20 novembre 2016 | 1 h 10 min | 1 h 10 min               | 1 h 10 min |        |        |        |
|  | Bob Bryan Mike Bryan      | (3)              | 62         | 4          | Henri Kontinen John Peers | (5)              | 2          | 6                        | 10         |        |        |        |
|  | 19 novembre 2016          | 19 novembre 2016 | 1 h 0 min  | 1 h 0 min  | 1 h 0 min                 | (5)              | 2          | 6                        | 10         |        |        |        |
|  | 19 novembre 2016          | 19 novembre 2016 | 1 h 0 min  | 1 h 0 min  | 1 h 0 min                 |                  |            | Raven Klaasen Rajeev Ram | (7)        | 6      | 1      | 8      |
|  | Jamie Murray Bruno Soares | (2)              | 1          | 4          |                           |                  |            | Raven Klaasen Rajeev Ram | (7)        | 6      | 1      | 8      |
|  | Jamie Murray Bruno Soares | (2)              | 1          | 4          |                           |                  |            |                          |            |        |        |        |
|  | Raven Klaasen Rajeev Ram  | (7)              | 6          | 6          |                           |                  |            |                          |            |        |        |        |
|  | Raven Klaasen Rajeev Ram  | (7)              | 6          | 6          |                           |                  |            |                          |            |        |        |        |

### Classement final
| Résultat        | Classement ATP Race | Équipe                              | Match(s) G-P | Set(s) G-P | Jeux G-P | Points gagnés | Nouveau rang |
| --------------- | ------------------- | ----------------------------------- | ------------ | ---------- | -------- | ------------- | ------------ |
| Vainqueurs      | 5                   | Henri Kontinen John Peers           | 5-0          | 10-2       | 60-44    | 1500          | 4            |
| Finalistes      | 7                   | Raven Klaasen Rajeev Ram            | 3-2          | 7-4        | 52-44    | 800           | 6            |
| Demi-finalistes | 2                   | Jamie Murray Bruno Soares           | 3-1          | 6-3        | 40-37    | 600           | 1            |
| Demi-finalistes | 3                   | Bob Bryan Mike Bryan                | 2-2          | 4-4        | 42-39    | 400           | 3            |
| Poules          | 6                   | Ivan Dodig Marcelo Melo             | 1-2          | 3-4        | 28-32    | 200           | 7            |
| Poules          | 4                   | Feliciano López Marc López          | 1-2          | 2-5        | 31-38    | 200           | 5            |
| Poules          | 1                   | Pierre-Hugues Herbert Nicolas Mahut | 0-3          | 2-6        | 32-39    | 0             | 2            |
| Poules          | 8                   | Treat Conrad Huey Max Mirnyi        | 0-3          | 0-6        | 26-38    | 0             | 8            |